# Traditionell försäkring
Traditionell livförsäkring är en form av livförsäkring där försäkringsbolaget bär placeringsrisken. Försäkringstagarens premier kan placeras i fonder, precis som i en fondförsäkring, men den stora skillnaden ligger i att i den traditionella försäkringen har försäkringsgivaren vid ingående av avtalet lovat en viss avkastning på kapitalet, en så kallad garanterad återbäring. I livförsäkringar uttrycks denna i procent per år och kan för gamla livförsäkringar ligga mycket högt, eftersom den bör vara minst lika hög som inflationen för att göra försäkringsformen intressant. Den garanterade återbäringen är det belopp som kvarstår för varje år, när försäkringsbolagets kostnader är täckta. Om avkastningen blir högre än förväntat, beroende på att antagandena för kostnadsutvecklingen för bolaget har varit för försiktiga, uppstår ytterligare överutrymme, diskretionär återbäring, eller icke-garanterad återbäring. 
Försäkringsbolaget kan också sänka återbäringen om bolagets tillgångar har sjunkit i värde. I ett ömsesidigt bolag kan bolaget göra ett återtag eller en reallokering. Det innebär att försäkringsbolaget skriver ned värdet på försäkringen, för att täcka sina kostnader och uppfylla lagens krav på konsolidering. En återbäringsränta kan också sättas till noll, om utvecklingen kräver det. Bolaget kan dock inte frångå utlovad återbäring före ränta och avgifter som framgår av försäkringsavtalet.